# Stygnomma purpureum
Stygnomma purpureum – gatunek kosarza z podrzędu Laniatores i rodziny Stygnommatidae.

## Występowanie
Gatunek występuje w Wenezueli.